# Brittany Webster
Brittany Webster (* 25. Juni 1987 in Toronto) ist eine ehemalige kanadische Skilangläuferin.

## Werdegang
Webster nahm von 2006 bis 2015 vorwiegend am Nor Am Cup an, den sie 2011 auf dem dritten Platz beendete. Ihr erstes von insgesamt fünf Weltcuprennen lief sie im Januar 2009 in Whistler, welches sie mit dem 55. Platz im Sprint beendete. Ihre ersten und einzigen Weltcuppunkte holte sie einen Tag später mit dem 18. Rang im 15-km-Verfolgungsrennen. Bei den kanadischen Skilanglaufmeisterschaften 2011 in Canmore gewann sie Gold über 10 km lassisch und Bronze über 5 km Freistil. Bei den nordischen Skiweltmeisterschaften 2013 in Val di Fiemme erreichte sie den 68. Platz über 10 km Freistil und den 57. Rang im 15-km-Skiathlon. Ihre besten Platzierungen bei den Olympischen Winterspielen 2014 in Sotschi waren der 42. Platz über 10 km klassisch und den 14. Rang im Teamsprint.